# Bypass Hill
Der Bypass Hill (englisch für Umgehungshügel) ist ein 660 m hoher Hügel auf einem Gebirgskamm an der Nahtstelle zwischen dem Tucker-Gletscher und dem Trafalgar-Gletscher in den Victory Mountains des ostantarktischen Viktorialands.
Benannt wurde er von Mitgliedern der New Zealand Geological Survey Antarctic Expedition (1957–1958), die hier eine geodätische Vermessungsstation errichteten.